# Henriette Campan
Pour les articles homonymes, voir Campan (homonymie).
Jeanne-Louise-Henriette Campan, née Henriette Genet le 2 octobre 1752 à Paris et morte le 16 mars 1822 à Mantes, est une éducatrice française, particulièrement connue en raison de sa présence à la cour de France pendant plus de deux décennies, principalement auprès de la dauphine, puis reine Marie-Antoinette.
Échappant de justesse à la Terreur sous la Révolution, elle fonde avec succès une institution privée pour jeunes filles quelques jours après la chute de Robespierre (27 juillet 1794). Puis, en 1805, Napoléon Ier la place à la tête de la maison d'éducation de la Légion d'honneur, à Écouen. Privée de cet emploi par la Restauration, elle est considérée comme trop proche de la famille Bonaparte pour revenir en grâce à la cour de Louis XVIII.
Cette femme distinguée s’attachait surtout, dans l’éducation des femmes, à former des mères de famille. Elle a également œuvré, comme surintendante de la maison d'Écouen, à former de futures enseignantes, souhaitant même établir Écouen comme une « université des femmes ».

## Biographie

### Origines familiales et formation
Elle est la fille d’Edme-Jacques Genet, premier commis aux Affaires étrangères, et de Marie-Anne-Louise Cardon. Son père lui permet d’étudier l’anglais et l’italien en plus du chant et de la diction.
La fratrie comprend trois autres enfants :
- Julie-Françoise (1753-1828), épouse d'Augustin Bernard Rousseau[2] (1748-1794), mort guillotiné.
- Adélaïde-Henriette (1758-1794), épouse de Pierre-César Auguié, aussi femme de chambre de la reine (morte par suicide au moment de la Terreur).
- Edmond-Charles Genêt (1763-1834), diplomate (ambassadeur à Washington en 1793, puis réfugié politique aux États-Unis).

### Carrière avant la Révolution (1768-1789)
Elle est d’abord nommée lectrice des filles de Louis XV en octobre 1768.
Attachée à la personne de Marie-Antoinette d'Autriche, arrivée en France en 1770 pour épouser le dauphin Louis, elle reçoit le titre de « femme de chambre » en 1770 et de « première femme de chambre » le 13 juillet 1786, en survivance de madame de Misery. 
Le 11 mai 1774, lendemain de la mort de Louis XV, elle épouse François Bertholet-Campan, maître de la garde-robe de la comtesse d'Artois et officier de la chambre de la dauphine, fils de Pierre-Dominique Bertholet, régisseur du petit théâtre de la Reine. Le 31 octobre 1784 naît un fils prénommé Henri.
Elle fait la connaissance de Charles Bonaparte, père de Napoléon Bonaparte, venu en 1776 comme député de la noblesse[pas clair] chez Monsieur Delille, intendant de la guerre, chargé du département de la Corse[pas clair], avec le docteur Casa Bianca et l'évêque d'Ajaccio.

### La période de la Révolution (1789-1799) et du Consulat (1799-1804)

#### Débuts
En juin 1789, la France devient une monarchie constitutionnelle, lorsque le roi entérine la transformation des États généraux, réunis depuis le 5 mai, en Assemblée nationale constituante.
Le 4 juin 1790, le conseil du Châtelet prononce la séparation des biens du couple Campan. Mme Campan soignera cependant son mari jusqu'à sa mort en 1797.[pas clair]
À la suite de la fuite du roi et de la reine en juin 1791, suivie de leur arrestation à Varennes et de leur retour humiliant à Paris, elle s’éloigne de la famille royale. 

#### La chute de la monarchie (10 août 1792)
Elle revoit cependant Marie-Antoinette lors de l’arrestation de celle-ci, témoignant de manière épistolaire de sa sollicitude.[pas clair]
Dans la nuit du 10 août 1792, elle est présente avec sa sœur, Madame Auguié, aussi femme de chambre de la reine, près de celle-ci aux Tuileries. 
Elles servent la reine pendant sa première détention à l'Assemblée, mais Pétion leur interdit de la suivre lorsqu'elle est emprisonnée au Temple.

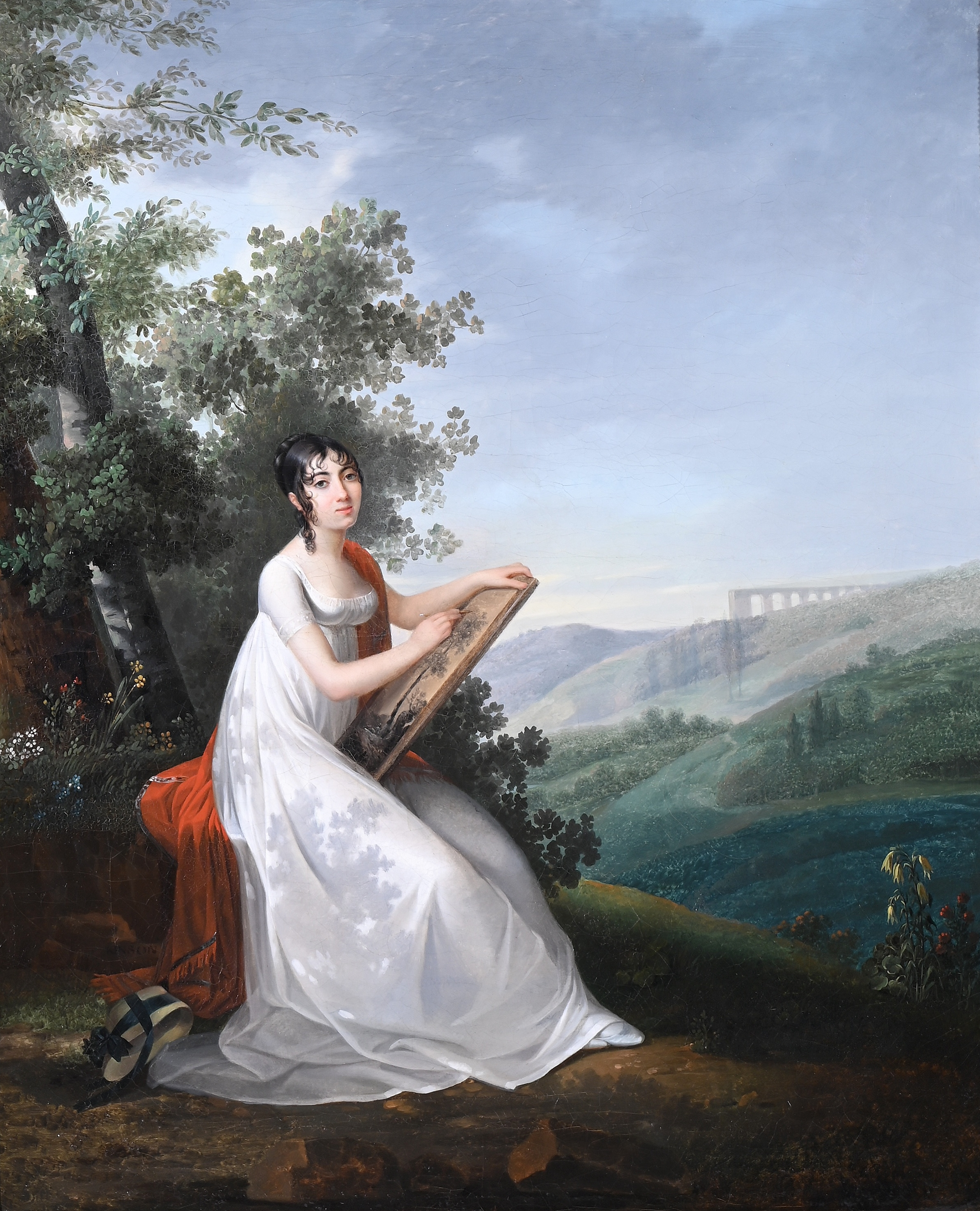
Portrait d’Adèle Auguié par François Joseph Kinson.

#### La période de la Terreur
La maison de Madame Campan est alors pillée et brûlée et elle doit se réfugier avec Madame Auguié chez son autre sœur, Madame Rousseau, à Beauplan, près de Saint-Rémy-lès-Chevreuse, où elle reste jusqu'en février 1793. Le 7 février 1793, elle loue une partie du château de Coubertin dans la vallée de Chevreuse, en compagnie de Madame Auguié. 
Sur le point d’être arrêtée (avec un risque élevé d'être condamnée à mort) en 1794, celle-ci se suicide ; Mme Campan recueille ses trois filles : 
- Antoinette-Louise Auguié (28 avril 1780 - rue du Temple, Paris, 3 avril 1833 - Saint-Leu-la-Forêt), mariée à Charles-Guillaume Gamot (1766-1820), préfet de la Lozère de 1813 à 1814 puis de l'Yonne de 1814 à 1815, dont postérité, et remariée en 1823 au baron Gaëtan César de Laville de Villa-Stellone (1775-1848), sans postérité ;
- Adélaïde-Henriette (dite Adèle) Auguié, mariée le 11 avril 1807 avec le général de Broc (1772-1810), dame du palais de la reine Hortense de Beauharnais, sans postérité ;
- Aglaé Louise Auguié, maréchale Ney et princesse de La Moskowa (24 mars 1782 - Paris, 2 juillet 1854 - Paris), dame du palais de l'impératrice Joséphine de 1804 à 1810, puis de l'impératrice Marie-Louise de 1810 à 1814, dont postérité.

#### Du 9 Thermidor au Consulat: l'Institution nationale de Saint-Germain
Peu après la chute de Robespierre (27 juillet 1794/9 thermidor an II), le 31 juillet 1794, elle fonde à Saint-Germain-en-Laye un établissement éducatif nommé « Institution nationale de Saint-Germain », situé rue de Poissy, un pensionnat de jeunes filles. Le 25 mai 1795, elle loue l'hôtel de Rohan à Saint-Germain-en-Laye à Madame de Bonnenfant et l'institution y est transférée le 1er juillet 1795. 
Cette institution, qui reçoit les filles de la haute bourgeoisie, connaît le succès : Hortense de Beauharnais, fille du premier mariage de Joséphine de Beauharnais, y arrive en septembre 1795 ; Pauline et Caroline Bonaparte, sœurs du Napoléon, Stéphanie Tascher de La Pagerie, nièce de Joséphine, Stéphanie de Beauharnais et Émilie de Beauharnais, nièces du premier mari de Joséphine, et Antoinette Murat, nièce de Joachim Murat, ainsi que Éléonore Denuelle de La Plaigne, qui sera la maîtresse de Napoléon, Zoé Talon, les filles de Gérard de Lally-Tollendal et la princesse Charlotte de Wurtemberg y sont pensionnaires. 
Le 10 juillet 1796, le lendemain de son mariage avec Joséphine de Beauharnais, veuve d'Alexandre de Beauharnais, Napoléon Bonaparte visite l'institution. 
Le 29 avril 1798, le général Bonaparte et son épouse se rendent de nouveau à l'institution pour conclure le mariage d'Émilie de Beauharnais avec Antoine Marie Chamans (1769-1830), futur comte de Lavalette (mariage célébré le 18 mai).
Le 11 mars 1802 a lieu à l'institution une représentation d'Esther, en présence du premier consul Napoléon Bonaparte et de son épouse.

### Sous le Premier Empire (1804-1814): la Maison d'éducation de la Légion d'honneur

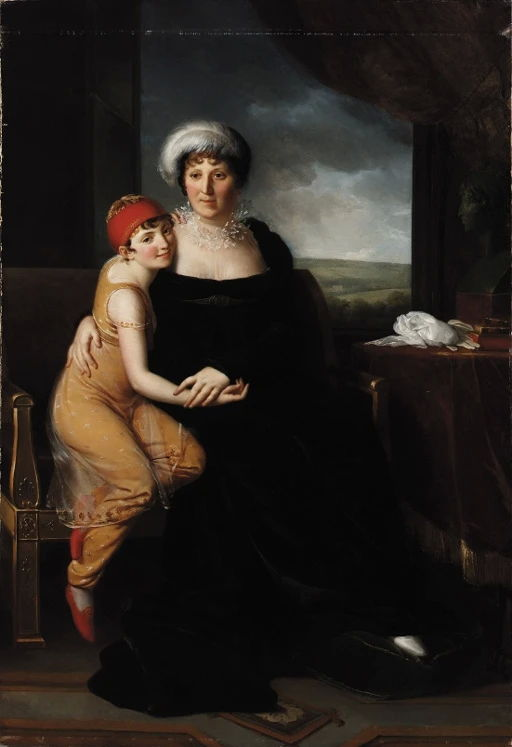
Portrait de Madame Campan et sa protégée Pholoé, peint en 1807 à la maison d'éducation d'Écouen par Marie-Éléonore Godefroid, où celle-ci enseignait le dessin.

Le 9 février 1805, Napoléon, devenu empereur des Français, reçoit Madame Campan et l'entretient de son projet de maison d'éducation de la Légion d'honneur. 
Le 30 novembre 1805, le Conseil d'État adopte le projet d'établissement de maisons d'éducation pour les jeunes filles des membres de l'ordre de la Légion d'honneur. En décembre, au camp d'Austerlitz, Napoléon décide d'adopter les enfants des militaires tués au cours de la bataille et d'assurer leur éducation. Le 15 décembre 1805, après la victoire, il signe au château de Schönbrunn le décret adopté par le Conseil d'État. 
Il destine d'abord le palais impérial de Saint-Germain aux filles. Finalement, le 10 juillet 1806, Napoléon Ier signe le décret attribuant le château d'Écouen à la maison d'éducation de la Légion d'honneur pour les filles à la place du château de Chambord, également envisagé. Le décret du 3 mars 1807 désigne les 108 premières jeunes filles devant entrer dans cette maison.
Le 5 septembre 1807, Napoléon signe un décret nommant Madame Campan directrice de la « Maison impériale d’Écouen ». Elle y arrive en octobre 1807. Le 14 et 15 août 1808 a lieu la bénédiction de la chapelle du château d'Écouen, puis l'inauguration solennelle le lendemain.
Les Lettres de deux jeunes amies décrivant la vie à Écouen, écrites par Madame Campan, sont publiées en avril 1811.
L'empereur visite la Maison d'Écouen le 3 mars 1809 avec le grand chancelier de l'ordre de la Légion d'honneur, le prince de Neuchâtel et des officiers de sa Maison. Les statuts de l'organisation des Maisons impériales Napoléon sont approuvés le 29 mars 1809. La reine Hortense est nommée dame protectrice, et la dame directrice prend le titre de surintendante.
Madame Campan séjourne du 12 au 20 juillet 1809 dans la propriété du maréchal Ney. Elle dîne avec l'empereur le 31 décembre 1809 au château de Malmaison.
Le 5 août 1811, Napoléon et sa nouvelle épouse, Marie-Louise d'Autriche, visitent Écouen. Le cardinal Fesch, grand aumônier des Maisons impériales, est également présent.
Le 1er avril 1814, Madame Campan, inquiète de la présence de troupes russes à proximité du château d'Écouen, écrit au général russe Fabian Gottlieb von Osten-Sacken pour solliciter sa protection.

### Sous la Restauration (1814-1822)

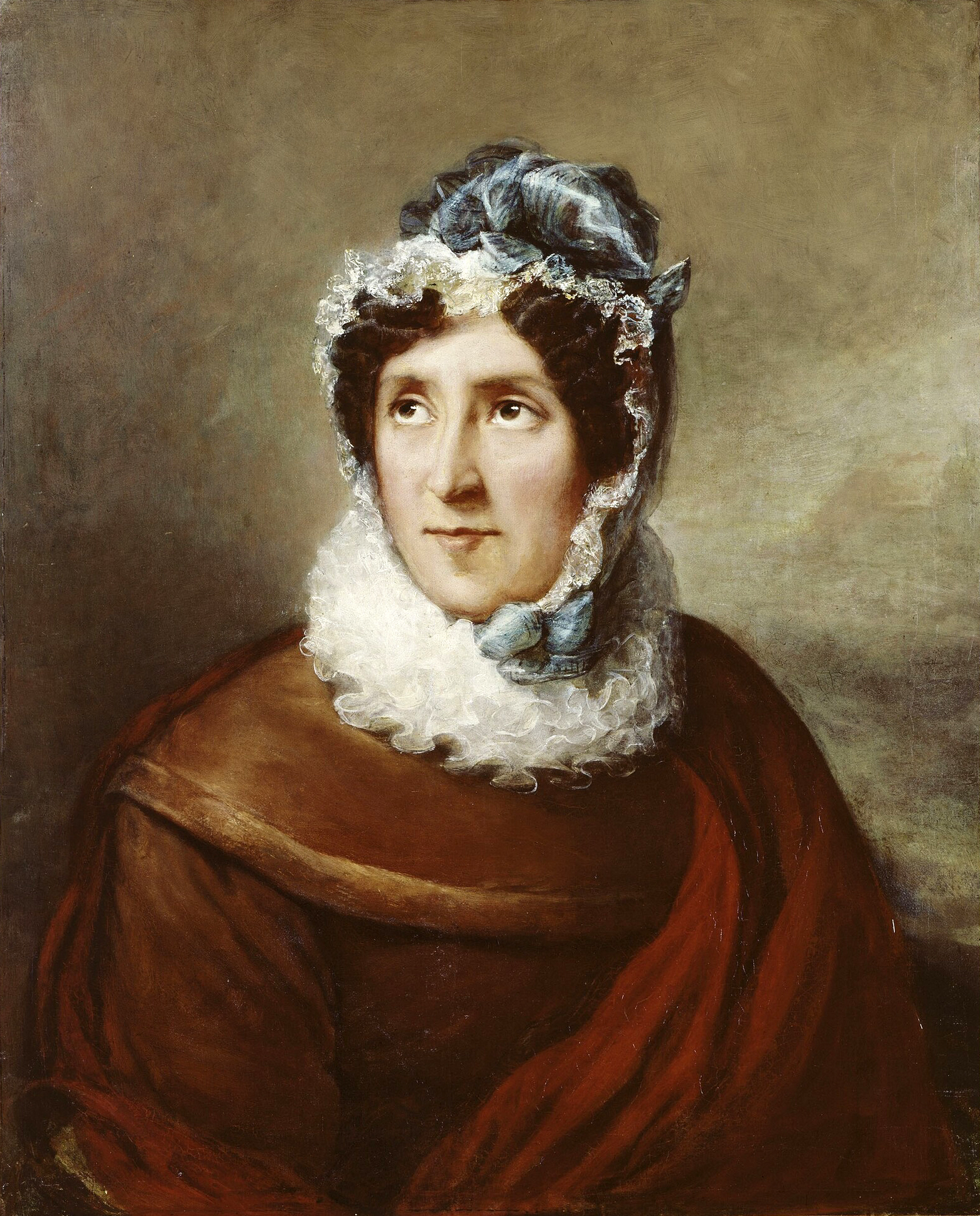
Julie Hugo, Jeanne Campan née Genest (1752-1822), 1856, Versailles, musée de l’Histoire de France.

#### La fin de la Maison d'Ecouen
Le 24 mai 1814, le roi Louis XVIII signe une ordonnance restituant le château d'Écouen au prince de Condé. Madame Campan quitte Écouen après le 10 août. Elle est ruinée.
En juillet 1815, grâce à l'appui du maréchal Macdonald, elle obtient une pension de surintendante honoraire. 
Elle habite un moment chez son fils Henri (réfugié à Montpellier pendant les Cent-Jours ; incarcéré en décembre 1815, il a été libéré en janvier 1816 grâce à l'intervention de Gérard de Lally-Tollendal, dont les filles avaient été les élèves de Madame Campan à l'institution de Saint-Germain), puis au no 58 rue Saint-Lazare.

#### Entrevue avec Madame Royale
Elle souhaite cependant revoir Marie-Thérèse de France, fille de Louis XVI et de Marie-Antoinette, et obtient une audience au palais des Tuileries. Mais l'entrevue est un échec.
« La première question que lui posa la fille de la défunte Reine lui fit reprendre ses esprits :
- Qu'avez-vous fait sous Bonaparte ? demanda Marie-Thérèse, et Mme Campan d'expliquer qu'il lui a bien fallu vivre ; elle a donc fondé le pensionnat d'Écouen où furent élevées les sœurs de l'usurpateur. Madame Royale la coupe brutalement : 
- Vous auriez mieux fait de rester chez vous !
Un petit salut sec congédia pour de bon l'ancienne confidente de Marie-Antoinette. »

#### Une fin de vie dans la disgrâce
Considérée comme trop proche de Napoléon, elle est définitivement en disgrâce. 
Elle se retire à Mantes en mars 1816 avec Madame Voisin, sa fidèle compagne depuis 40 ans[pas clair], au 9 rue Tellerie, près du docteur Maigne et de son épouse, son ancienne élève et sa secrétaire à Écouen, Mademoiselle Crouzet.
Elle fait des séjours chez des amis, le comte Christian de Nicolaï, Hortense de Beauharnais, la maréchale Ney, Aglaé Auguié, ses nièces, Agathe Bourboulon de Saint-Elme et la baronne Lambert. Elle rencontre son ami Jean-Baptiste Isabey, ex-professeur de dessin à l'Institution de Saint-Germain.
Son fils, Henri Campan, meurt d'un refroidissement le 26 janvier 1821. En mai 1821, elle apprend qu'elle est atteinte d'un cancer. Elle voyage en Suisse entre le 18 juin et le 3 octobre 1821 avec Hortense de Beauharnais, puis se rend à Arenenberg. Elle passe six semaines à Draveil en octobre 1821.

### Testament et décès

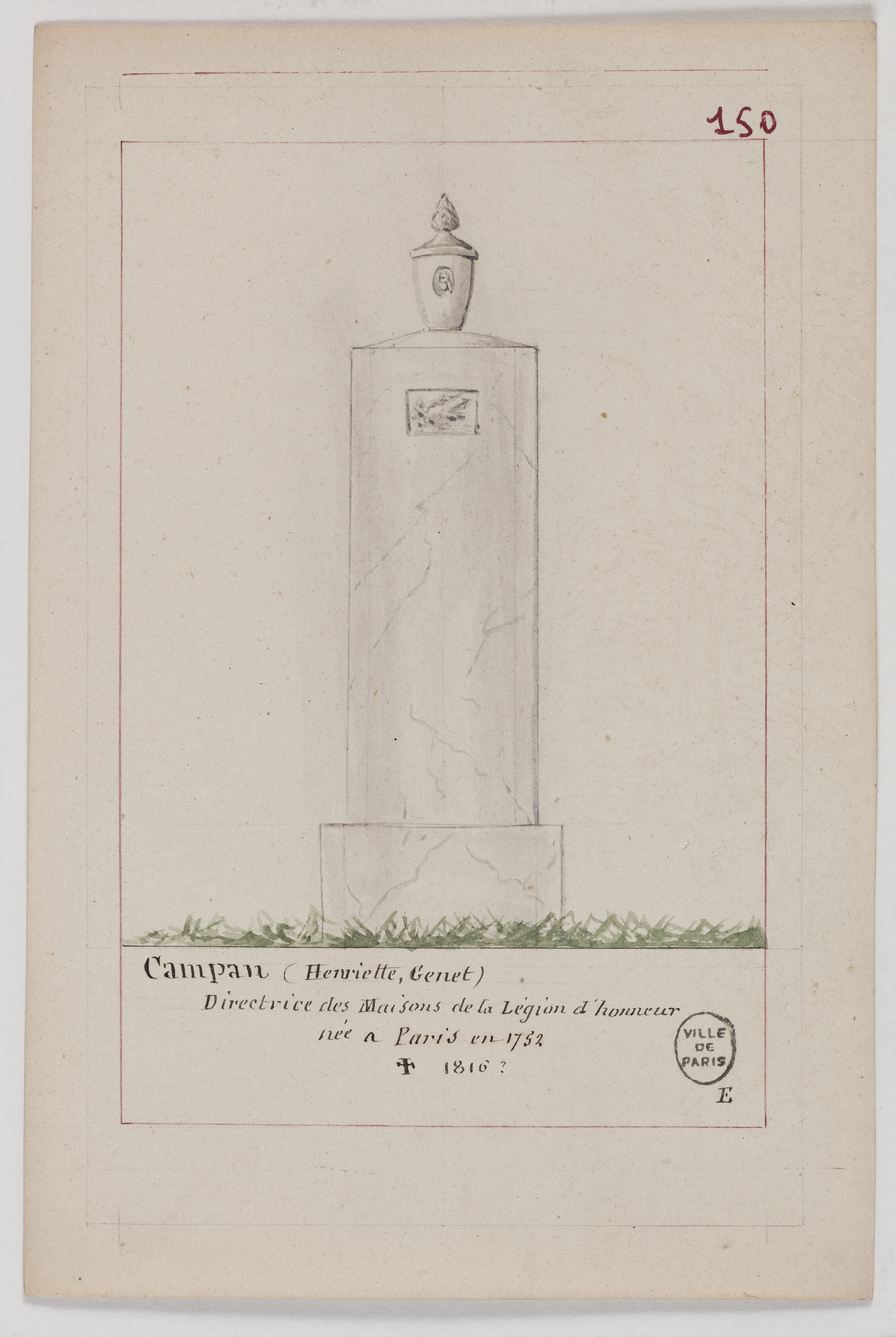
Tombe au cimetière Duhamel de Mantes-la-Jolie.

Elle signe son testament le 11 avril 1821, faisant de sa petite-nièce Clémence Gamot, fille d'Antoinette Auguié, sa légataire universelle. Celle-ci a épousé en 1824, Jean-Baptiste Partiot, ingénieur en chef des Ponts et Chaussées.

Elle est opérée d'un cancer le 5 février 1822 par le docteur Voisin, chirurgien à Versailles, assisté du docteur Maigne. Elle meurt le 16 mars à Mantes et est inhumée au cimetière Duhamel de Mantes-la-Jolie. L’épitaphe suivante fut gravée sur sa tombe : 

« Elle fut utile à la jeunesse et consola les malheureux. »

## Écrits
Ses mémoires ne furent publiés qu’après sa mort. Elle avait écrit :
- Lettres de deux jeunes amies, Paris, Imprimerie de Plassan, 1811, 192 p., in-8° (lire en ligne) — Ces lettres ont été rééditées dans le troisième tome des Mémoires sur la vie privée de Marie-Antoinette (pp. 169-304).
- Mémoires sur la vie privée de Marie-Antoinette, Paris, Librairie Baudouin frères, 1822, 3 vol. in-8° : tome 1[lire en ligne], tome 2 [lire en ligne], tome 3 [lire en ligne].
- De l’éducation, suivi des Conseils aux jeunes filles, d’un théâtre pour les jeunes personnes et de quelques essais de morale, Paris, Librairie Baudouin frères, 1824, 3 vol. in-12.
- Journal anecdotique de Mme Campan, ou Souvenirs recueillis dans ses entretiens, Paris, Librairie Baudouin frères, 1824, in-8°, IV-250 p. [lire en ligne] — Ces souvenirs ont été recueillis et publiés par Pierre Maigne ; ils sont suivis d'une correspondance inédite de Mme Campan avec son fils.
- Théâtre d'éducation, Paris, Librairie Baudouin frères, 1826, 353 p., in-12
- Manuel de la jeune mère ou Guide pour l'éducation physique et morale des enfants, Paris, Librairie Baudouin frères, 1828, XVI-214 p., in-18
- Conseils aux jeunes filles, Librairie H. Baudouin et Bigot, 1830, in-12, 246 p. [lire en ligne] — Paru pour la première fois en 1824, à la suite de l'essai intitulé De l’éducation.
- Correspondance inédite de Mme Campan avec la reine Hortense, Paris, Librairie Levasseur, 1835, 2 vol. in-18. — Publié par Jean Alexandre Buchon.
- Les Soirées d’Écouen, Tours, Alfred Mame, 1859, 183 p., In-8° (lire en ligne) — Ouvrage publié par Stéphanie Ory (pseudonyme de Just Jean Étienne Roy).

## Dans la littérature
Madame Campan est un personnage principal de plusieurs œuvres de Gabrielle Réval, dont Madame Campan, assistante de Napoléon Ier (1931) et Hortense ou la reine qui chante (1932).
Jeanne Louise Henriette Campan, sous le nom de Henriette Campan est l'une des protagonistes du roman Les Adieux à la reine de Chantal Thomas, publié en 2002.

## Au cinéma
Le personnage de Madame Campan est interprété au cinéma par :
- Noémie Lvovsky dans Les Adieux à la reine, 2012 ;
- Helen Masters dans L'affaire du collier, 2001 ;
- Jeanne Boitel dans Marie-Antoinette reine de France, 1956 ;
- Renée Devillers dans Si Versailles m'était conté..., 1954.

## Sources
- Mémoires de Madame Campan, Mercure de France,  (ISBN 2-7152-2181-9)
- Histoire et dictionnaire de la Révolution française, Robert Laffont, 1988

Cet article comprend des extraits du Dictionnaire Bouillet. Il est possible de supprimer cette indication, si le texte reflète le savoir actuel sur ce thème, si les sources sont citées, s'il satisfait aux exigences linguistiques actuelles et s'il ne contient pas de propos qui vont à l'encontre des règles de neutralité de Wikipédia.
- Jacques-Alphonse Mahul, Annuaire nécrologique, ou Supplément annuel et continuation de toutes les biographies ou dictionnaires historiques, 3e année, 1822, Paris : Ponthieu, 1823, p. 46-58